# Historia de la ciudad de Lima

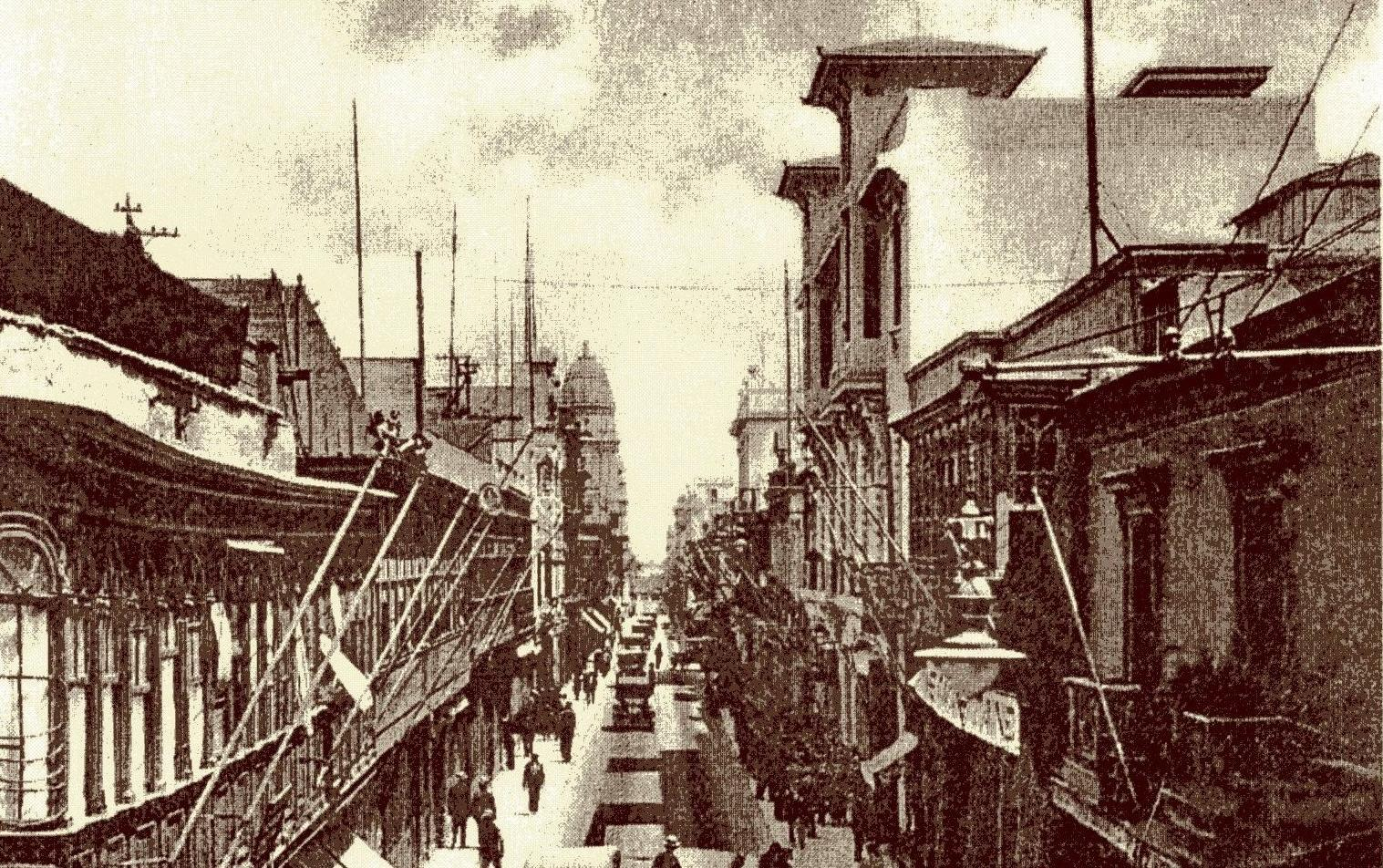
El Jirón de la Unión fue la vía más importante de Lima durante la primera mitad del.

La historia de la ciudad de Lima se puede rastrear hasta las culturas Miramar y Lima. La ciudad fue establecida en el valle del río Rímac en un área poblada por el señorío de Ichma y que luego tuvo presencia Inca. La ciudad fue refundada, 18 de enero de 1535 por Francisco Pizarro tomando el nombre «Ciudad de los Reyes». Se convirtió en capital del Virreinato del Perú y sede de una Real Audiencia en 1543. En el siglo XVII, la ciudad prosperó como centro de una extensa red comercial a pesar de los frecuentes terremotos y la amenaza de la piratería. Este auge llegó a su final en el siglo XVIII a consecuencia del declive económico de Lima y de las reformas borbónicas.
La población limeña jugó un papel ambiguo en el proceso de independencia del Perú (1821-1824); la ciudad sufrió los desmanes de las fuerzas realistas y patriotas por igual. Tras la emancipación, Lima pasó a ser la capital de la República del Perú. Gozó de un corto periodo de prosperidad a mediados del siglo XIX, hasta su ocupación y saqueo a manos de tropas chilenas durante la Guerra del Pacífico (1879-1883). Después de la guerra, se inició un período de expansión demográfica y renovación urbana. La población creció aceleradamente a partir de la década de 1940 como consecuencia de una fuerte migración desde las regiones andinas del Perú. Esto llevó a la proliferación de barrios periféricos conocidos como "pueblos jóvenes". Actualmente es la quinta ciudad más poblada de Sudamérica.

## Etimología
La teoría más aceptada es que el término Lima se deriva del nombre del valle por el discurre el río Rímac, que proviene del quechua y significa "hablador", motivo por el cual este río es también conocido por los limeños como el río Hablador. Este nombre le fue dado probablemente en la época de los incas, debido al fuerte ruido que hacen sus aguas en temporadas altas al chocar con las piedras del fondo. Y de su nombre procede el nombre de Valle de Lima, pronunciación con el que conocían los españoles el Valle del río Rímac, consecuentemente el nombre se extendió a la ciudad de Lima, que se denominaba solo Ciudad de los Reyes en la documentación virreinal. El nombre del Valle y el de la ciudad se pronunciaron de forma igual que el fruto del limero, palabra de origen persa para llamar al cítrico (limu) que pasó al árabe  andalusí (limah) de donde lo tomó el castellano, y motivo por el que este fruto aparece como ornamento del escudo de la ciudad.

## Cultura Miramar
Al decaer la Cultura Chavín, las comunidades de la costa central del actual Perú se desarrolló la cultura Miramar (siglo III a. C. al II d. C.) Esta etapa cultural es el antecedente inmediato de la cultura lima y se ubica en las postrimerías de la influencia Chavín y los inicios del Intermedio Temprano (siglo III a. C. a II d. C.)  Otras excavaciones realizadas en Miramar (cerca de Ancón) sacaron a la luz diversos ejemplares de cerámica con otra modalidad del estilo Blanco sobre Rojo, que fue bautizado como “estilo Miramar”. El estilo Blanco sobre Rojo, en Miramar, se impuso en la cerámica de los alfareros de todas las comunidades aldeanas de la costa central de Lima (valles de Chancay, Ancón [valle seco], Chillón, Rímac y Lurín). Las excavaciones han sacado a la luz restos de ollas casi globulares, con cuello corto, de abertura dilatada y casi convexa. También se encontraron  platos, vasos, cántaros pequeños, etc. De esta etapa se conocen pequeñas aldeas de pescadores (Ancón) y de agricultores. Estos últimos ocupaban laderas aterrazadas de cerros al borde del valle. Las quebradas laterales tenían particular importancia pues recogían agua durante la temporada de lluvias. Un sistema de reservorios en Huachipa permitía almacenar agua. En Tablada de Lurín se han hallado extensos cementerios, de 20 a 50 hectáreas, que albergaban miles de entierros de esta época.
Por la década de 1920 Alfred Kroeber continuó los estudios en Cerro Trinidad,  y tiempo después, William D. Strong y John M. Corbett encontraron restos de cerámica del estilo Blanco sobre Rojo en Pachacámac, más al sur, en el valle de Lurín. Fue Gordon Willey quien se encargó de fijar correctamente la secuencia cronológica de los estilos cerámicos hallados en Cerro Trinidad, colocando al estilo Blanco sobre Rojo como el más antiguo de esa parte de la costa central.

## Cultura Lima (100-650 d.C.)
Lima es una cultura arqueológica del Antiguo Perú que se desarrolló en la Costa central, en la actual provincia epónima, entre los años 100 y los 650 de la era cristiana, durante el período Intermedio Temprano e inicios del Horizonte Medio.  Es coetánea con las culturas Moche, Nasca, Recuay y Huarpa.  Se conoce a la cultura lima por sus edificios hechos con pequeños adobes hechos a mano y así como su fina y policroma cerámica decorada con motivos geométricos. La cultura lima se desarrolló fundamentalmente en los valles de los ríos Chillón, Rímac y Lurín, situados en la costa central del Perú. Estos tres valles (incluyendo el valle seco de Ancón) tienen caracteres comunes que les confieren unidad geográfica.

## Cultura Ichma (1100-1469 d.C.)[1][2][3]
El Reino ichma estaba ubicado al sur de Lima, Perú, en el valle del río Lurín; luego se extendió hacia el norte en el valle del río Rímac. La cultura ichma se formó alrededor del 1100 d. C. luego de la desintegración del Imperio Wari. 
A pesar de ocupar un desierto, los habitantes de Ichma tenían un alto nivel de vida, gracias a su experiencia en idear múltiples canales de riego hasta donde alcanzaban las aguas del río, para dar vida a un extenso huerto y bosques. El valle de estos 3 ríos y sus alrededores estaba ocupado por una serie de edificaciones de distintas épocas construidas en adobe, barro y piedra asociadas al sistema de irrigación de los valles; al día de hoy existen aproximadamente 500 de esos restos (comúnmente llamadas "huacas") en formas de pirámides, plataformas y más, dispersos por la ciudad.
Este sistema de señorío preinca luego fue absorbido por el Imperio Inca y reorganizado como wanami (provincia). Para los incas se conocía como Pachakamaq (Pachacamac), en lugar de su nombre original de Ichma. La autonomía Ichma duró hasta alrededor de 1469 cuando fueron absorbidos por el Imperio Inca.

## Época inca
En el siglo XV, los incas conquistaron la región, ocuparon algunos de estos sitios y además erigieron sus propios edificios públicos en sitios como Pachacámac de origen wari. 
Taulichusco, llamado el Viejo, fue un curaca inca que administró parte del valle del río Rímac a mediados del siglo XVI. Según testimonios de indígenas recogidos por las autoridades virreinales, Taulichusco era "yanacona y criado de Mama Vilo, mujer de Huayna Cápac". Su nombre, proveniente del quechua, significaría en español "cuatro pueblos" o "parcialidades". Sus dominios se extendían por una parte del fértil valle del río Rímac, un paraje lleno de huertos y árboles frutales. Comandaba un ejército de 3,000 soldados. Su residencia estaba ubicada en el solar donde luego se levantó la Casa de Pizarro, actual sede del gobierno peruano, un lugar estratégico porque era un nudo de control de las acequias que distribuían el agua para las huertas del valle.No opuso resistencia a los españoles y les recibió con hospitalidad, ofreciéndoles regalos y viandas, incluso colaboró con ellos. En ese tiempo, debido a su avanzada edad, cogobernaba el territorio junto a su hijo Guachinamo. Se fue a vivir a la localidad de Chuntay (posterior parroquia de San Sebastián, sector oeste del centro histórico) y luego en la Bendita Magdalena de Chacalea (posterior centro del distrito de Magdalena Vieja), donde falleció entre 1562 y 1576.Su nieto, Gonzalo Taulichusco, fue cacique de la doctrina de indios de Santa María Magdalena, germen del limeño distrito de Pueblo Libre.

## Fundación de la Ciudad de los Reyes

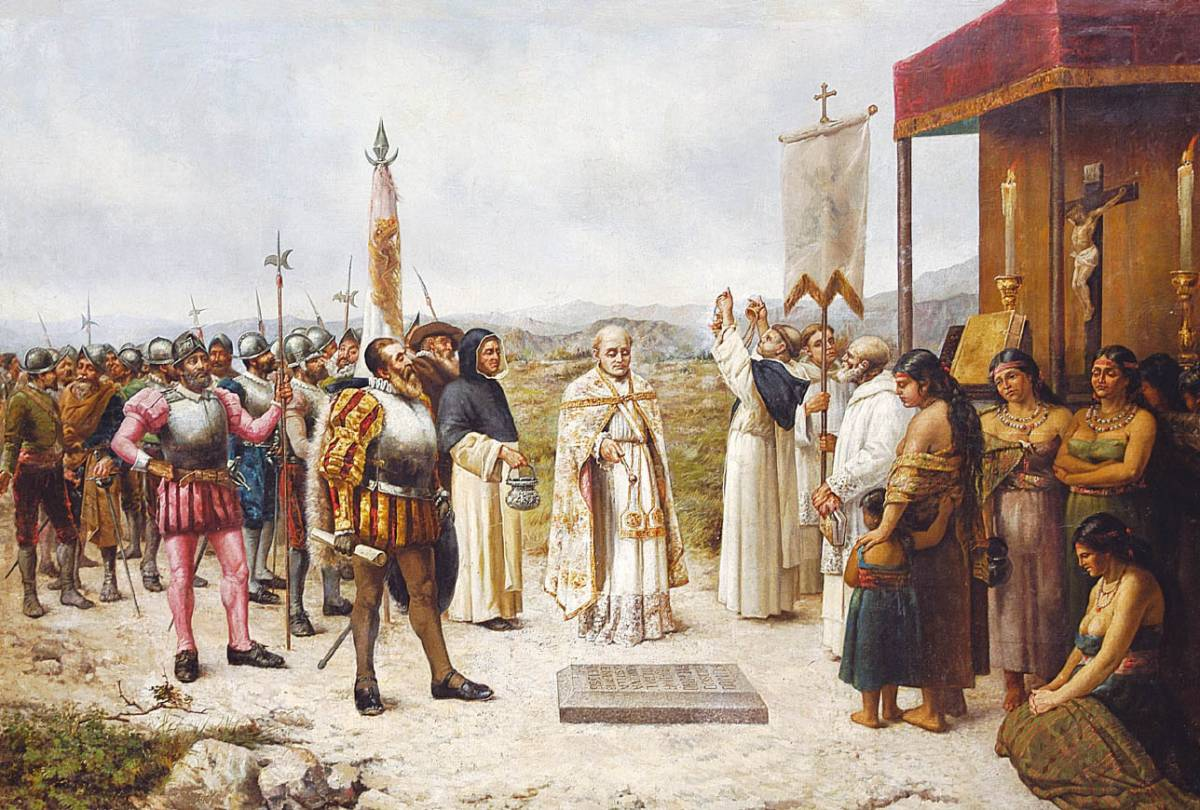
Fundación de Lima. Óleo sobre tela de José Effio (1845-1920) en el Museo Nacional de Antropología, Arqueología e Historia del Perú.

La Corona Española había nombrado a Pizarro gobernador, éste emprendió la búsqueda de un lugar adecuado para establecer la futura sede de la gobernación de Nueva Castilla.
Su primera elección fue la ciudad de Jauja, sin embargo, esta ubicación fue considerada inconveniente por su altitud y su lejanía del mar al estar situada en medio de los Andes. Exploradores españoles dieron cuenta de un mejor lugar en el valle del Rímac, cerca del océano Pacífico, con abundantes provisiones de agua y madera, extensos campos de cultivo y un buen clima. Se trataba del pueblo de Rimac (pronunciado por los Yungas como Limac), habitado aproximadamente por 20 000 habitantes y ubicado en territorios del curaca de Rímac, Taulichusco, en la que sería la Plaza Mayor de Lima.
El rey Carlos I de España dictó en 1523 las Ordenanzas para la fundación de ciudades en el nuevo mundo. En ellas se señalaba que, luego de trazado el plano de la ciudad por fundarse, este debía ser repartido a cordel y regla en forma de cuadrícula desde la localización de la plaza Mayor de tal forma que la ciudad siempre pueda expandirse. 
Pizarro, como era costumbre entre los españoles, fundó su nueva capital sobre una ciudad ya existente, en la mañana del 18 de enero de 1535 con el nombre de Ciudad de los Reyes. Francisco Pizarro, conforme a la práctica plantó, en el centro del solar destinado a ser plaza mayor, el rollo o picota. Pizarro junto con Nicolás de Ribera, el capitán Diego de Agüero y el piloto Francisco Quintero trazaron la cuadrícula de la ciudad, las calles y manzanas. Cada manzana contaba con cuatro lotes. Pizarro, aprovechando su condición de fundador y gobernador se adjudicó la manzana entera ubicada en el lado norte de la plaza, entre ésta y el río Rímac. El lote norte del lado oriental de la plaza fue destinada a la vivienda del sacerdote, el lote sur de ese mismo lado a la construcción de la iglesia y el lote norte del lado occidental fue destinado a servir de ayuntamiento, repartiéndose las demás manzanas. 
El historiador y sacerdote Bernabé Cobo señaló con respecto a la plaza Mayor:

....es la más capaz y bien formada que yo he visto, ni en España. Ocupa todo el sitio de una cuadra, con el ancho de las cuatro calles que por todos los cuatro lados la cercan, y así tiene de ver pues por los cuatro lados mide más de dos mil pies; es muy llana...

Así, según la costumbre española, se asignaron a la iglesia y al cabildo los solares más cercanos a la plaza, luego se procedió a repartir los solares entre los vecinos de la ciudad de Jauja, que fue fundada como la primera capital de estos territorios, y los demás conquistadores, habiéndose realizado la distribución de acuerdo con el plano de la ciudad, denominado Damero de Pizarro, delineado, en pergamino y después a cordel, por Nicolás de Ribera y Laredo, el capitán Diego de Agüero y el piloto Francisco Quintero, quienes la dividieron en ciento diecisiete manzanas, cada una con cuatro solares o terrenos que Francisco Pizarro asignó a sus hombres de acuerdo con la jerarquía que tenían.Pizarro se adjudicó los cuatro solares que formaban la manzana ubicada al norte de la plaza, es decir toda la séptima manzana de la hilera contigua al río Rímac. La casa del gobernador fue sencilla y sin ningún alarde de arquitectura.Al poco tiempo de fundada, los antiguos pobladores de Lima fueron trasladados a Chuntay que se ubicaba en donde actualmente se encuentra la iglesia de San Sebastián..
En agosto de 1536, la recién fundada ciudad fue sitiada por las tropas de Manco Inca, hijo de Huayna Cápac y de la ñusta Mama Runtu.  Los españoles y sus aliados nativos, encabezados por el propio Pizarro, derrotaron a los sitiadores. El 3 de noviembre de 1536, la Corona Española reconoció la fundación y el 7 de diciembre de 1537, el emperador Carlos I de España confirió un escudo de armas a la ciudad.
El 5 de enero de 1558, Sayri Tupac, hijo de Manco Inca, recibió una suntuosa acogida por parte del virrey Hurtado de Mendoza y los funcionarios españoles en Lima. Recibió una renta de 17000 reales castellanos para él y sus hijos, el Señorío del Valle de Yucay y propiedades encima de la fortaleza del Cuzco para abandonar su enclave en Vilcabamba. A cambio, renunció a sus derechos como soberano del Tahuantinsuyo, en favor de trasladar tales derechos al rey Felipe II de España y a sus sucesores de la Corona de Castilla, en una aplicación de Translatio imperii, donde los Reyes de España, a partir de Carlos I de España, serían legítimos sucesores de los Sapa Inca como Reyes del Perú. Cuando Sayri Tupac, reanudó su viaje al Cuzco, estaba en posesión de los títulos que le garantizaban las propiedades prometidas y se convirtió al catolicismo.

## Época virreinal

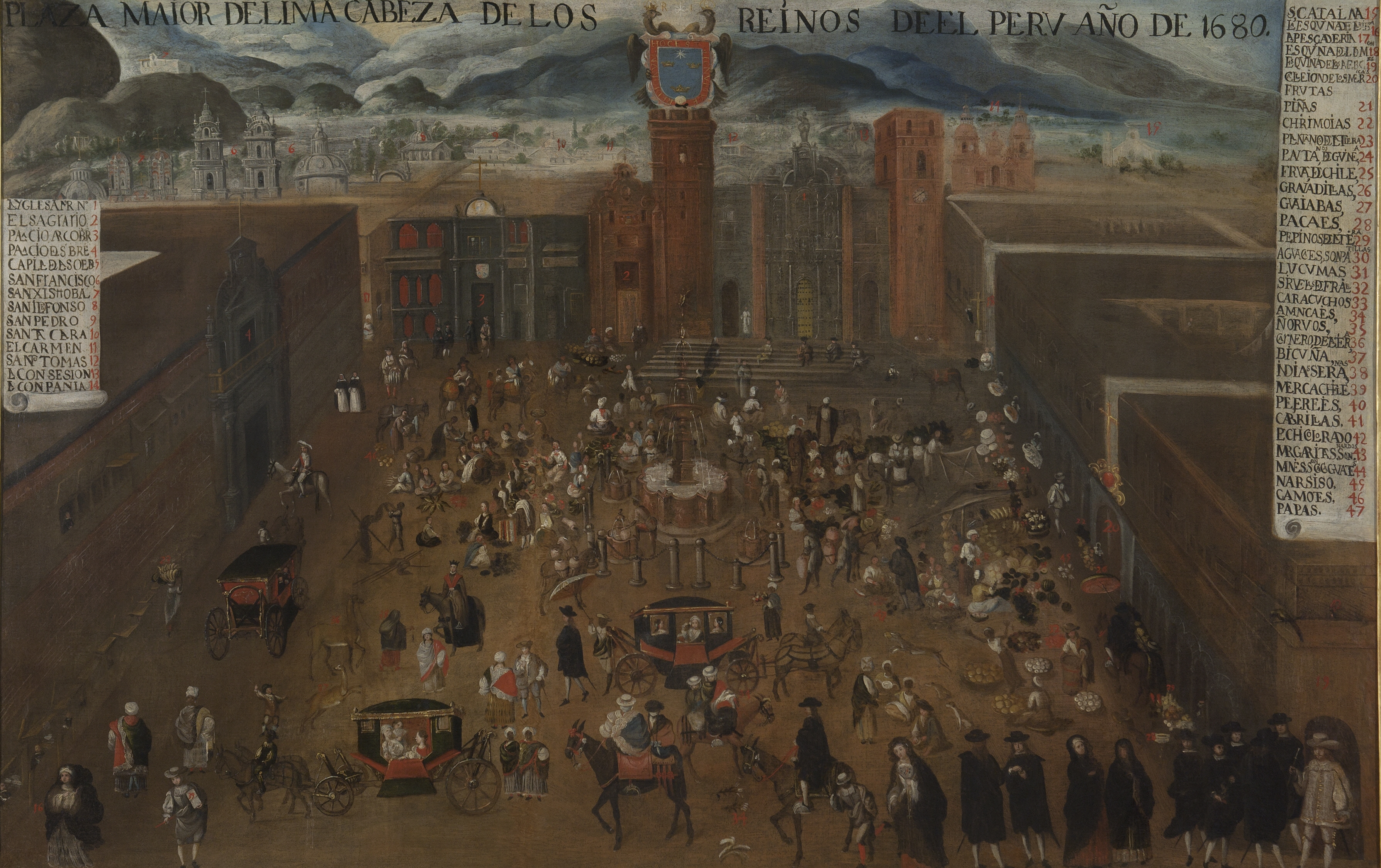
Vista de la Plaza Mayor de Lima antes del terremoto de 1687.

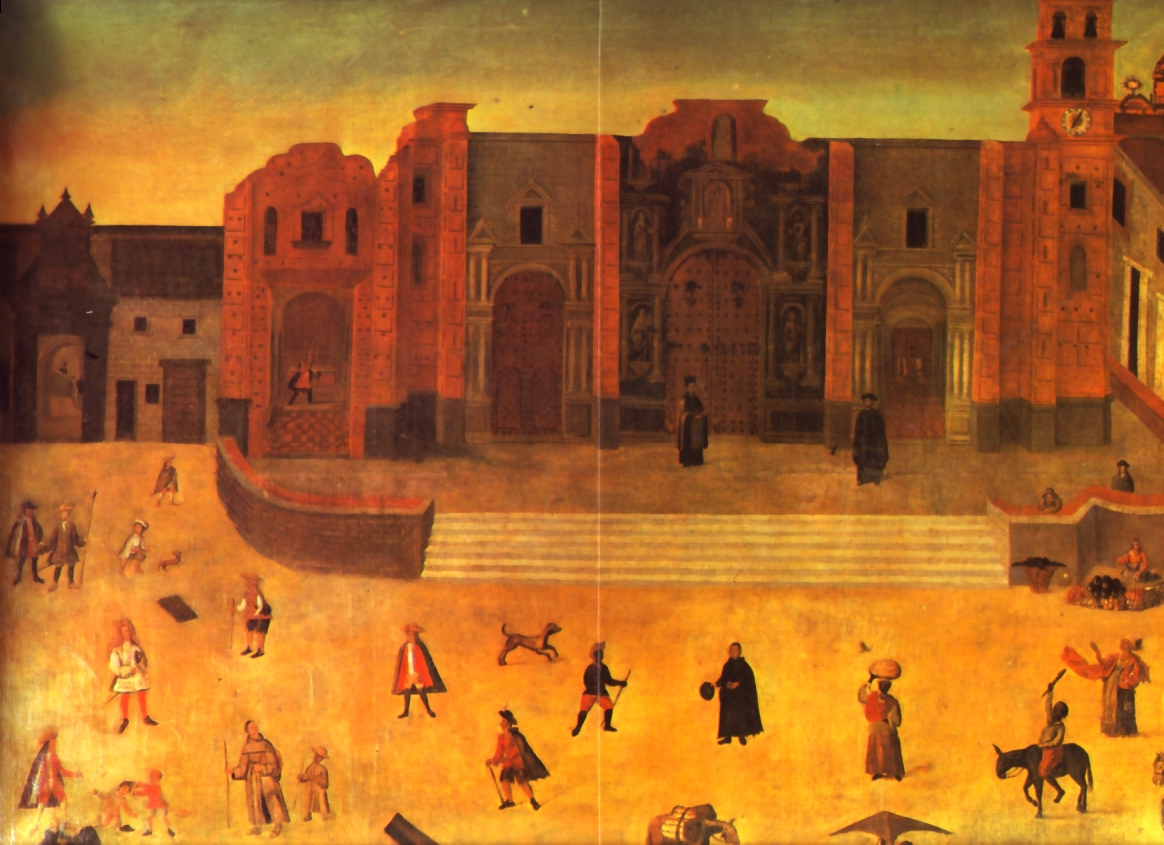
Aspecto que presentaba la catedral de Lima luego del terremoto de 1687 según una pintura de autor anónimo y hecha en el.

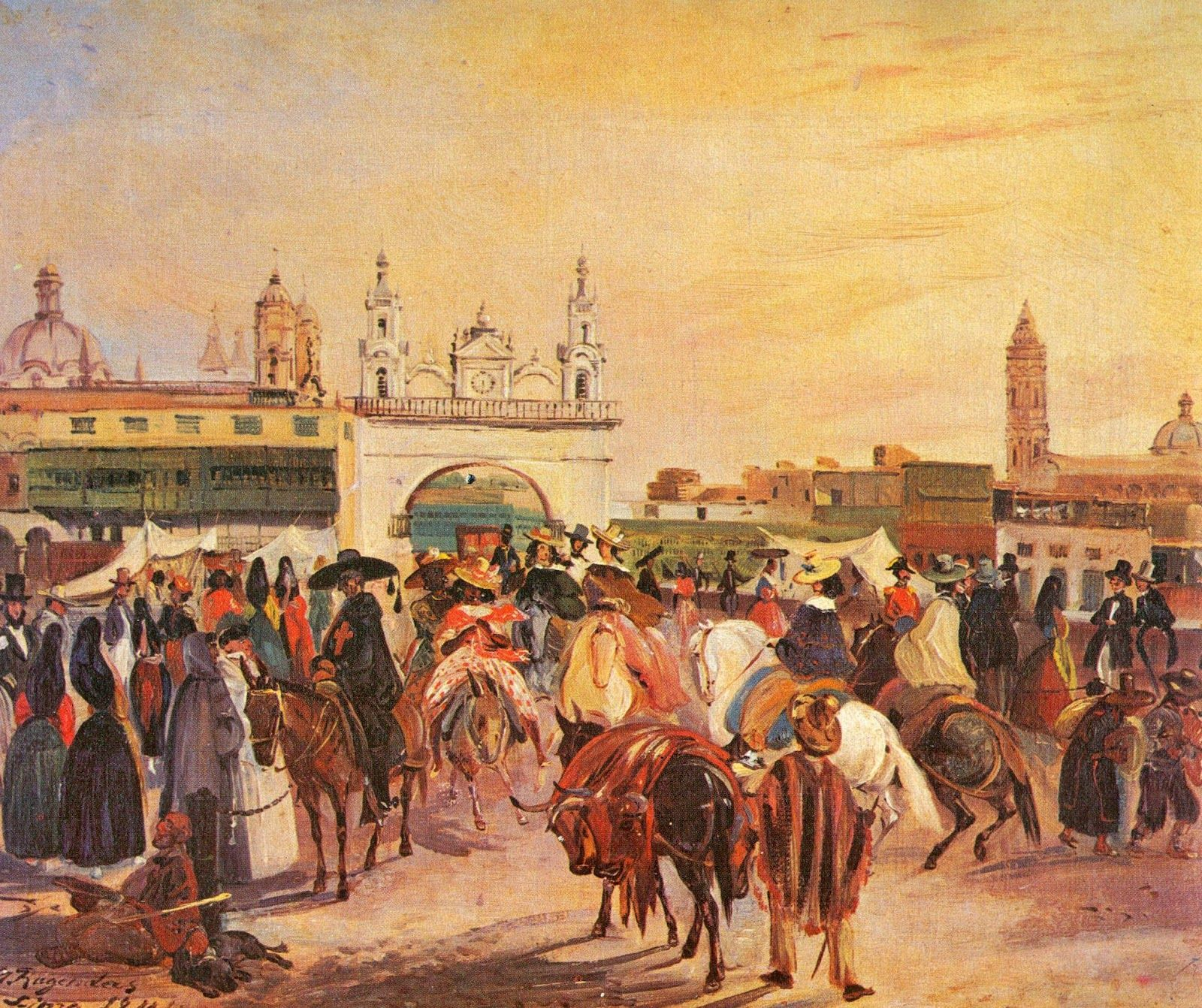
Puente de Piedra, de Mauricio Rugendas (años 1800).

Durante los siguientes años aumentó su prestigio al ser designada capital del Virreinato del Perú y sede de una Real Audiencia en 1543. La primera universidad limeña, la Universidad Nacional Mayor de San Marcos, fue creada en 1551 y la primera imprenta en 1584. La ciudad también se convirtió en un importante centro religioso, en 1541 llegó a ser sede de una diócesis de la Iglesia católica, la cual se convirtió en arquidiócesis cinco años después. En 1562 abrió sus puertas el Hospital de Leprosos de San Lázaro, al lado del cual se levantaría la iglesia San Lázaro. En torno a este sector ya se desarrollaba la zona del actual distrito de Rímac, que junto con el núcleo primitivo y el barrio de Santiago de Cercado conformaba uno de los tres polos de edificaciones y de población de la ciudad.
El terremoto de 1586 destruyó la ciudad y obligó a replantear las técnicas de construcción, lo que favoreció el uso de anchos muros de adobe y desestimuló la construcción de arcos abovedados, torres y miradores.
En el siglo XVII Lima fue la principal ciudad de América del Sur y prosperó como el centro de una vasta red comercial que integraba el Virreinato del Perú con América, Europa y Asia Oriental. Los comerciantes limeños canalizaban la plata peruana a través del cercano puerto del Callao y la intercambiaban por bienes importados en la feria comercial de Portobello, en el actual país de Panamá. Esta práctica era sancionada por ley, pues la Corona había estipulado que todo el comercio del virreinato debía pasar por el Callao en su camino hacia y desde mercados del exterior. La prosperidad económica de la ciudad se vio reflejada en su rápido crecimiento, la población aumentó de alrededor de 25 000 en 1619 a un estimado de 80 000 en 1687.
Sin embargo, la ciudad no estuvo libre de peligros. Una expedición naval holandesa atacó el puerto del Callao en 1624 pero fue rechazada por el virrey Diego Fernández de Córdoba. Los terremotos del 20 de octubre y 21 de diciembre de 1687 destruyeron gran parte de la ciudad y sus alrededores. El desastre fue seguido por epidemias y falta de alimentos, lo que provocó el descenso de la población a menos de 40 000 para 1692. Una segunda amenaza era la presencia de piratas y corsarios en el océano Pacífico. Bucaneros ingleses proliferaron en las aguas del Pacífico en la década de 1680 hasta que fueron repelidos por los comerciantes de Lima en 1690. Como medida de precaución, el virrey Melchor de Navarra y Rocafull construyó las Murallas de Lima entre 1684 y 1687. En este entonces la ciudad ya se acercaba a los 40 000 habitantes, que alcanzaría a principiosdel siglo XVIII.
El terremoto de 1687 marcó un punto de quiebre en la historia de Lima, pues coincidió con una recesión en el comercio, el agotamiento de las minas de plata de Potosí y una mayor competencia económica con ciudades como Buenos Aires. A estos problemas se sumó un devastador terremoto el 28 de octubre de 1746, que causó severos daños en la ciudad y un tsunami arrasó El Callao colonial, obligando a un gran esfuerzo de reconstrucción a cargo del virrey José Antonio Manso de Velasco. Este desastre generó una intensa devoción hacia una imagen de Cristo conocida como el Señor de los Milagros, la cual ha sido sacada en procesión cada octubre desde 1746.
Durante la segunda mitad de la época virreinal, cuando estuvo gobernada por los reyes de la Casa de Borbón, el desarrollo urbano de Lima estuvo marcado por las ideas de la Ilustración sobre la salud pública y el control social. Entre los edificios construidos durante este periodo se encuentran un coliseo de gallos, la plaza de Toros de Acho y el Cementerio General. Los dos primeros fueron erigidos para regular esas actividades populares, centralizándolas en un solo lugar, mientras que el cementerio puso fin a la práctica de enterrar a los muertos en las iglesias, considerada insalubre por las autoridades públicas. Otras obras influidas por las ideas de la Ilustración y del rococó francés fueron el Paseo de Aguas y la remodelación de la Alameda de los Descalzos.
Durante la segunda mitad del siglo XVIII, Lima se vio afectada por las reformas borbónicas pues perdió su monopolio sobre el comercio exterior, así como el dominio de la importante región minera del Alto Perú que en 1776 fue transferida al Virreinato del Río de la Plata. Este debilitamiento económico llevó a la élite de la ciudad a depender de cargos en el gobierno virreinal y en la Iglesia para su sostenimiento; se mostró reticente a apoyar la independencia. A su vez, la ciudad había experimentado un crecimiento demográfico muy bajo, pues solo había auimentado 10 000 habitantes en cien años y finales de siglo apenas había alzanzado los 50 000 habitantes. En la década de 1810, la ciudad se convirtió en un bastión realista durante las Guerras de Independencia Hispanoamericana bajo el gobierno del virrey José Fernando de Abascal.

## Independencia

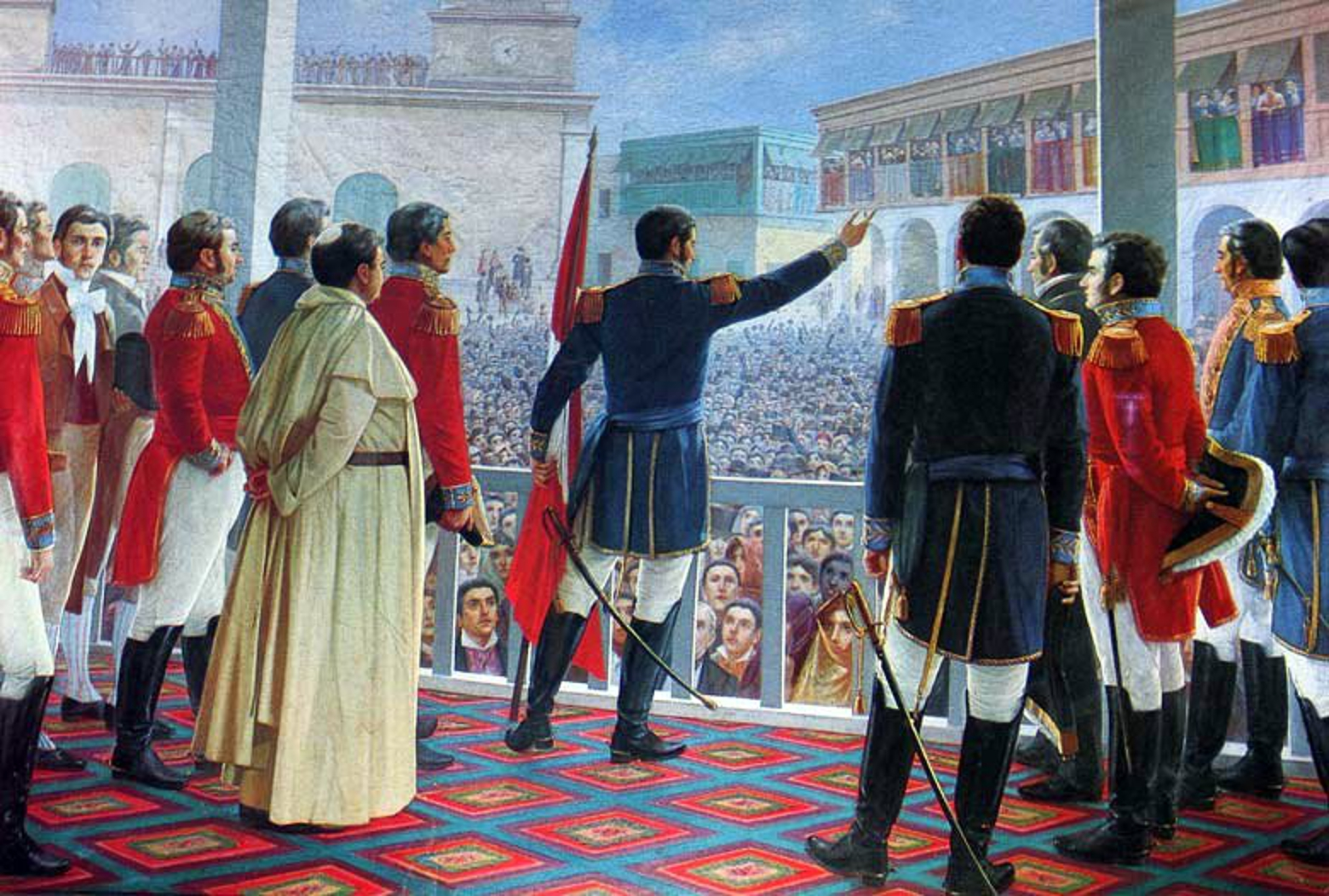
José de San Martín proclamó la independencia del Perú en Lima el 28 de julio de 1821.

Una expedición combinada de patriotas rioplatenses y chilenos dirigidos por el general José de San Martín desembarcó al sur de Lima el 7 de septiembre de 1820, pero no atacaron la ciudad. Enfrentado a un bloqueo naval y a la acción de guerrillas en tierra firme, el virrey José de la Serna se vio forzado a evacuar la ciudad en julio de 1821 para salvar al ejército realista. Temiendo un levantamiento popular y careciendo de recursos para imponer el orden, el consejo de la ciudad invitó a San Martín y sus patriotas rioplatenses a entrar y ocupar Lima donde firmó una Declaración de Independencia a su solicitud. Ese año se calcula que la población de la ciudad había alcanzado lo 60 000 habitantes.
La guerra se prolongó por dos años más, durante los cuales la ciudad cambió de manos muchas veces y sufrió abusos de ambos bandos. Para cuando la guerra se decidió, el 9 de diciembre de 1824 en la batalla de Ayacucho, Lima había quedado considerablemente empobrecida.

## Época republicana

### SigloXIX

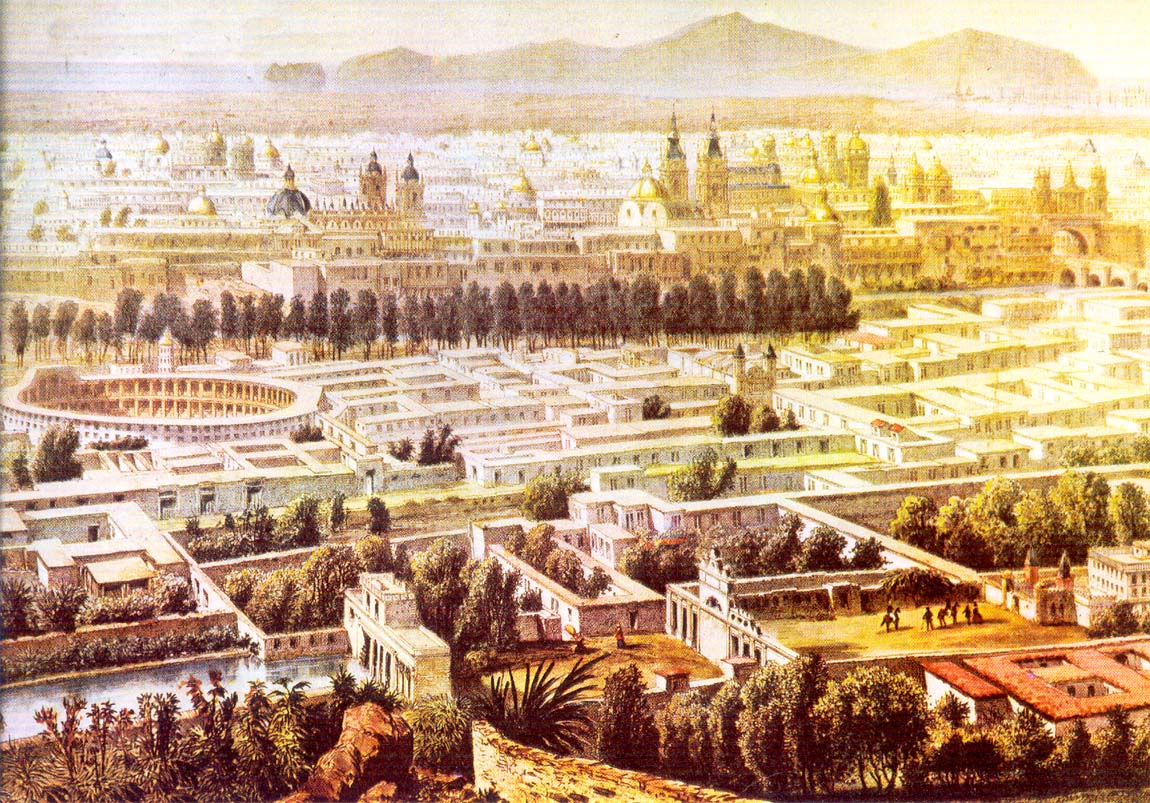
La ciudad de Lima vista desde el distrito del Rímac, pintura de 1850 de Batta Molinelli.

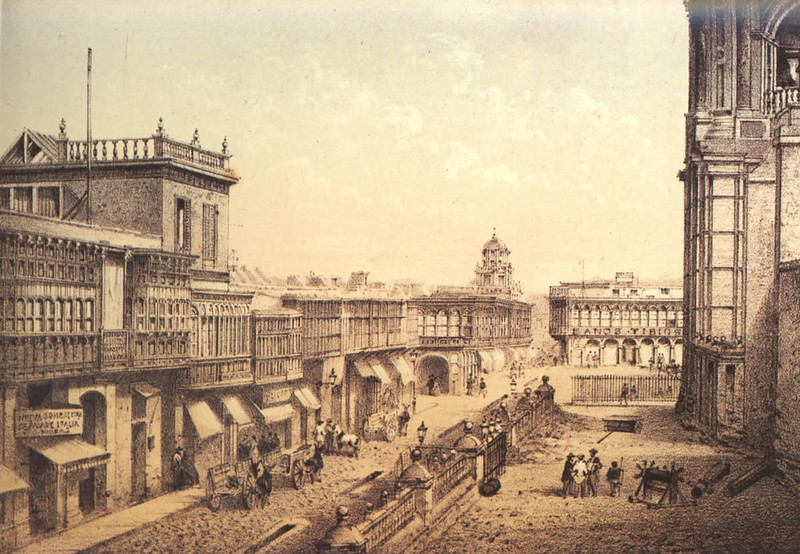
Calle de los Judíos (Lima) en 1866 por Manuel A. Fuentes y Firmin Didot, Brothers, Sons & Co.

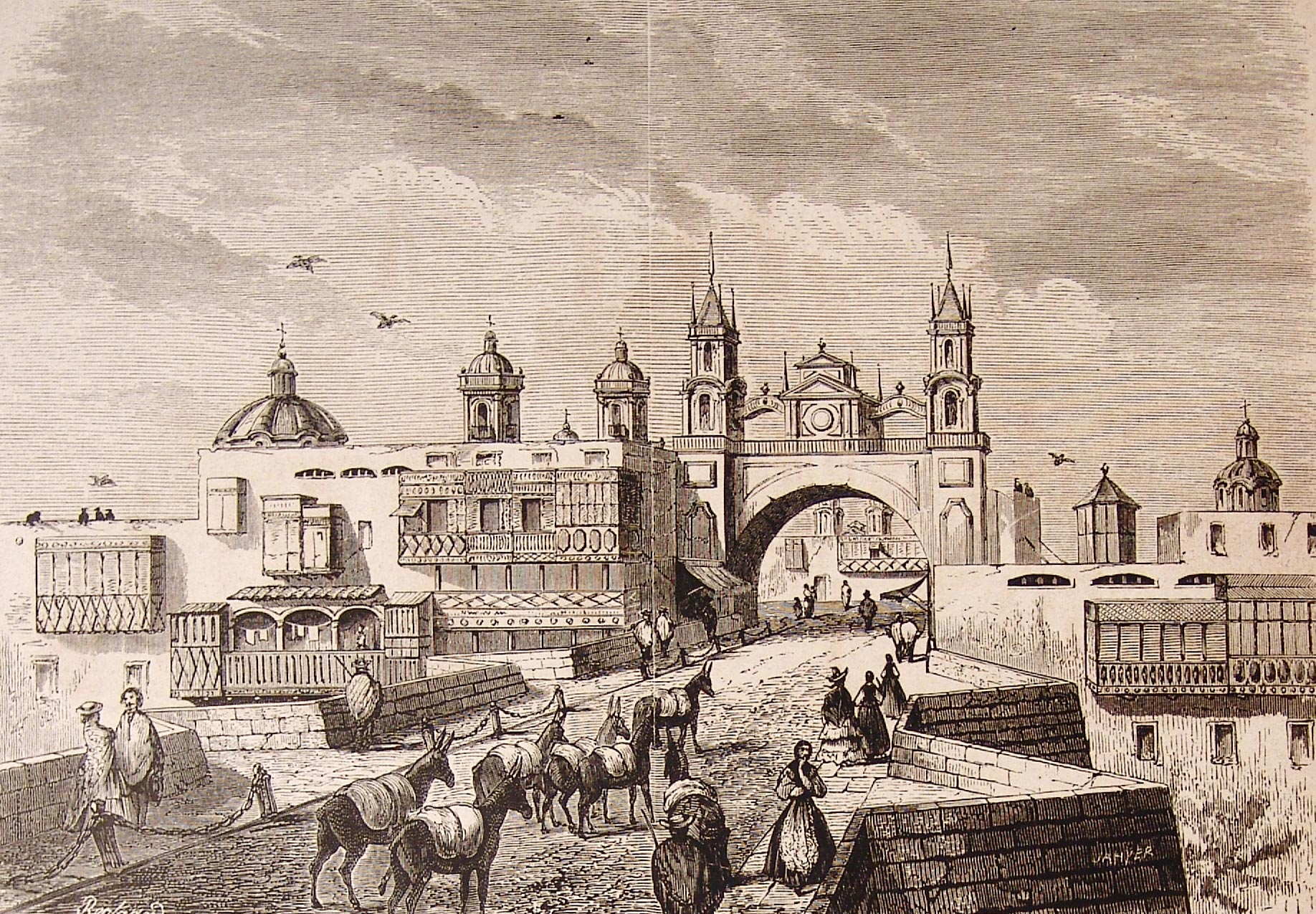
Puente de Piedra, la antigua Puerta del Arco del Puente y las Murallas de Lima en 1878 por El Viajero Ilustrado.

Después de la Guerra de Independencia, Lima se convirtió en la capital de la República del Perú pero el estancamiento económico y desorden político del país paralizó su desarrollo urbano. Esta situación se revirtió en la década de 1850, cuando los crecientes ingresos públicos y privados derivados de la exportación del guano permitieron una rápida expansión de la ciudad. En 1861 la Municipalidad acordó reformar la nomenclatura de las calles: en vez de bautizar cada cuadra con un nombre propio, se acordó usar nombres de ciudades y departamentos del Perú para designar a las vías en su conjunto. A su vez, durante estas décadas el Estado financió la construcción de edificios públicos de gran tamaño para reemplazar los antiguos establecimientos virreinales, entre estos se encuentran el Mercado Central, el Camal General, el Asilo Mental, la Penitenciaría y el Hospital Dos de Mayo. También hubo mejoras en las comunicaciones; en 1850 se completó una línea de ferrocarril entre Lima y Callao y en 1870 se inauguró un puente de hierro sobre el río Rímac, bautizado como Puente Balta. En 1872, durante el gobierno de Balta, el ingeniero norteamericano Enrique Meiggs demolió las murallas de la ciudad previendo un mayor crecimiento urbano a futuro. Sin embargo, este periodo de expansión económica también ensanchó la brecha entre ricos y pobres, produciendo un extendido descontento social.
Durante la Guerra del Pacífico (1879-1883), el ejército chileno ocupó Lima después de derrotar a las tropas y reservas peruanas en las batallas de San Juan y Miraflores. La ciudad sufrió los desmanes de los invasores, quienes saquearon museos, bibliotecas públicas e instituciones educativas. Al mismo tiempo, turbas enardecidas atacaron a los ciudadanos pudientes y a la colonia asiática, saqueando sus propiedades y negocios.

### SigloXX

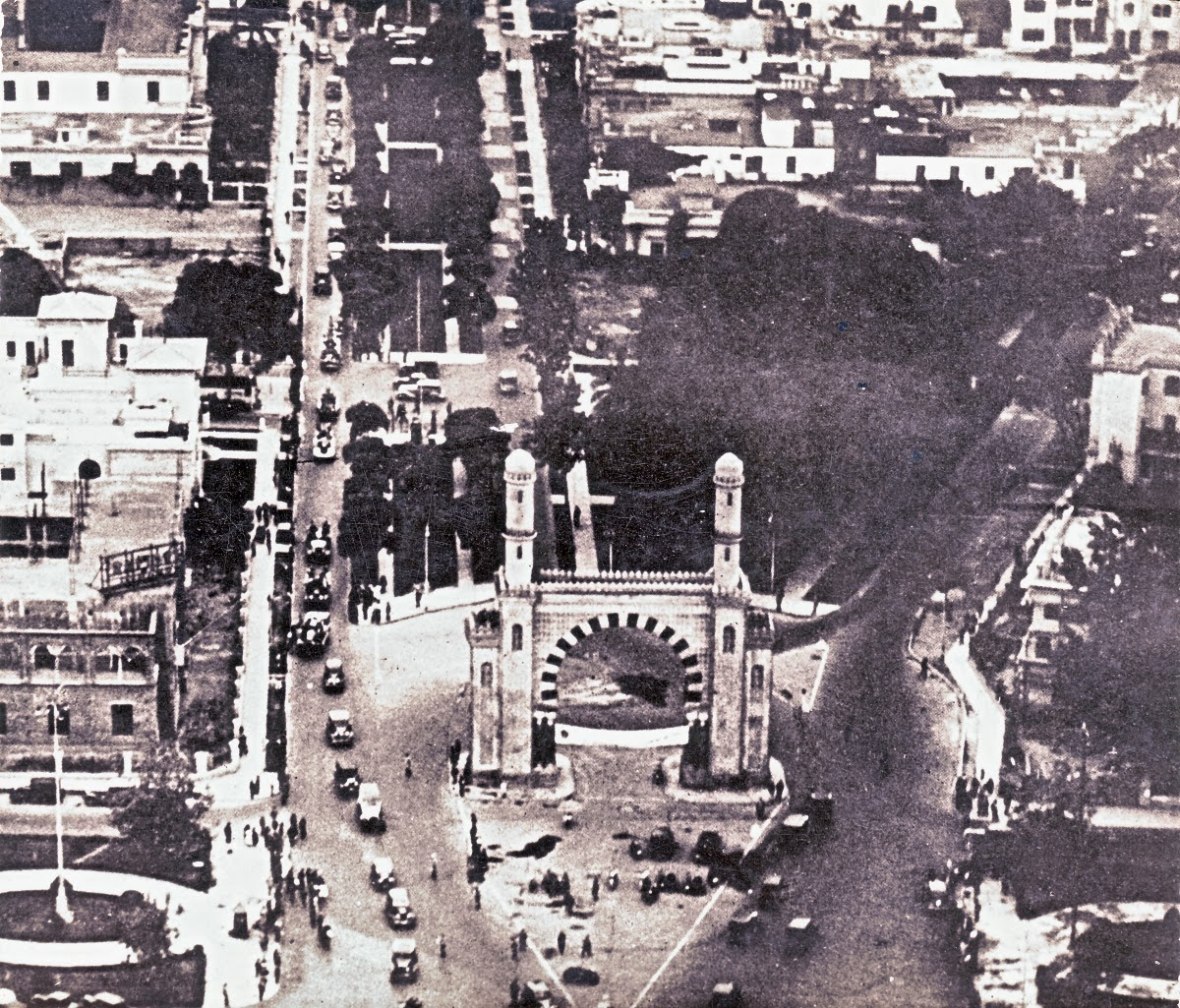
Arco Morisco en Avenida Arequipa, alrededor de 1924.

Después de la guerra, y del retiro de las tropas chilenas, la ciudad atravesó por un proceso de renovación urbana y expansión desde la década de 1890 hasta la de 1920. Ya que el centro de Lima se hallaba sobrepoblado, en 1896 se estableció el área residencial de La Victoria como un barrio obrero. Durante este período la configuración de la urbe fue modificada por la construcción de grandes avenidas que entrecruzaron la ciudad y la conectaron con poblados vecinos como Miraflores. Entre las décadas de 1920 y 1940, muchos edificios del centro histórico fueron reconstruidos, incluyendo el Palacio de Gobierno y el Palacio Municipal.
El 24 de mayo de 1940, un terremoto destruyó gran parte de la ciudad, que por entonces estaba construida principalmente con adobe y quincha. En la década de 1940, Lima inició un período de acelerado crecimiento como consecuencia de la migración desde las regiones andinas del Perú. La población, estimada en 0,6 millones de habitantes en 1940, alcanzó 1,9 millones en 1960 y 4,8 millones en 1980. El área urbana, anteriormente confinada a una zona triangular delimitada por el centro histórico, El Callao y Chorrillos, se extendió más allá del río Rímac por el norte, a lo largo de la Carretera Central por el este, y también más hacia el sur. Durante este periodo se llevaron a cabo una serie de obras públicas importantes, principalmente bajo los gobiernos militares de Manuel Odría (1948-1956) y Juan Velasco Alvarado (1968-1975). El brutalismo fue el estilo arquitectónico predominante durante la década de 1970, tal como lo ejemplifica el masivo edificio de Petroperú, construido para albergar la sede de la compañía de petróleo estatal. Aun así, el crecimiento poblacional rebasó el desarrollo de los servicios públicos, llevando a la proliferación de barriadas, conocidas localmente como "pueblos jóvenes". De acuerdo al censo de 1993, la población de la ciudad ascendía a 6,4 millones de habitantes, equivalente a un 28,4 % del total de la población del Perú en comparación con el 9,4 % que representaba en 1940.